# إد تمبلتون
إد تمبلتون (بالإنجليزية: Ed Templeton)‏ هو مصور ورسام أمريكي، ولد في 28 يوليو 1972 في غاردين غروفي في الولايات المتحدة.